# Ерик Дејн
Ерик Дејн (енгл. Eric Dane; Сан Франциско, 9. новембар 1972), рођен као Ерик Вилијам Дејн (енгл. Eric William Dane), амерички је глумац. Након више телевизијских улога током 2000-их и своје споредне улоге Џејсона Дина у серији Чари, постао је познат по улози др Марка Еверета Слоуна у медицинско-драмској телевизијској серији Увод у анатомију, као и наступу у филмовима као што су Марли и ја (2008), Дан заљубљених (2010) и Бурлеска (2010). Дејн је од тада играо капетана Тома Чандлера у постапокалиптичној драми Последњи брод и тренутно игра Кала Џејкобса у серији HBO-а, Еуфорија.

## Филмографија

### Филм
| Година | Српски назив                 | Изворни назив | Улога                     | Редитељ        |
| ------ | ---------------------------- | ------------- | ------------------------- | -------------- |
| 1999.  |                              | The Basket    | Том Емери                 | Рич Кауан      |
| 2003.  |                              |               | превише драматичан глумац | Дени Комден    |
| 2005.  | Гозба                        |               | херој                     | Џон Гулагер    |
| 2006.  | Икс-мен 3: Последње упориште |               | Џејми Медрокс / Множник   | Брет Ратнер    |
| 2006.  | Препуштени случају           |               | Ден                       | Ханс Хорн      |
| 2008.  | Марли и ја                   |               | Себастијан Тани           | Дејвид Франкел |
| 2010.  | Дан заљубљених               | Шон Џексон    | Гари Маршал               |                |
| 2010.  | Бурлеска                     |               | Маркус Гербер             | Стив Антин     |
| 2017.  |                              |               | Дојл                      | Џон Шеј        |
| 2021.  |                              |               | Мич Бијанчи               | Киони Воксман  |
| 2021.  |                              |               | Дјук                      | Д. Џ. Карусо   |
| Н/Д    |                              |               | Том                       | Адам Роџерс    |

### Телевизија
| Година           | Српски назив            | Изворни назив    | Улога                       | Напомене                                                                                           |
| ---------------- | ----------------------- | ---------------- | --------------------------- | -------------------------------------------------------------------------------------------------- |
| 1991.            | Звоно као спас          |                  | Тед Поуг                    | епизода: „Игра”                                                                                    |
| 1992.            |                         |                  | Џими                        | епизода: „Мајка храброст”                                                                          |
| 1993.            | Чудесне године          |                  | Брет                        | епизода: „Нос”                                                                                     |
| 1995.            | Брачне воде             |                  | Оливер кол                  | епизода: „Радио Фри Трумејн”                                                                       |
| 1995.            |                         |                  | Мет                         | телевизијски филм                                                                                  |
| 1996.            |                         |                  | Ник                         | телевизијски филм                                                                                  |
| 1996.            |                         |                  | Џастин Волен                | епизода: „Приватни плесач”                                                                         |
| 1996.            | Розен                   |                  | Белхоп                      | епизода: „Дизнијев Други светски рат”                                                              |
| 2000.            | Зои, Данкан, Џек и Џејн |                  | Алек                        | епизода: „Пољубац смрти”                                                                           |
| 2001.            |                         |                  | др Вајат Купер              | 4 епизоде                                                                                          |
| 2001.            |                         |                  | Џек                         | телевизијски филм                                                                                  |
| 2002.            |                         |                  | Роб Гудвинг                 | 3 епизоде                                                                                          |
| 2003—2004.       | Чари                    |                  | Џејсон Дин                  | 9 епизода                                                                                          |
| 2004.            | Лас Вегас               |                  | Лео Бродер                  | 2. епизоде                                                                                         |
| 2004.            | Хелтер Скелтер          | „Helter Skelter” | Чарлс „Текс” Вотсон         | телевизијски филм                                                                                  |
| 2005.            |                         |                  | Ник Пирс                    | телевизијски филм                                                                                  |
| 2006.            |                         |                  | Бен Гранди                  | телевизијски филм                                                                                  |
| 2006—2012, 2021. | Увод у анатомију        |                  | Марк Слоун                  | главна улога (3—9. сезона); специјални гост (2. сезона); гостујућа улога (17. сезона); 140 епизода |
| 2009—2010.       | Приватна пракса         |                  | специјални гост; 2. епизоде | |
| 2014—2018.       | Последњи брод           |                  | кап. Том Чандлер            | 56 епизода, главна улога (1—5. сезона)                                                             |
| 2015.            |                         |                  | Картер                      | мини-серија                                                                                        |
| 2018.            | Породични човек         |                  | себе (глас)                 | епизода: „Ветерански човек”                                                                        |
| 2019—данас       | Еуфорија                |                  | Кал Џејкобс                 | главна улога                                                                                       |
| 2020.            |                         |                  | полицајац Т. К. Киршнер     | епизода: „100%”                                                                                    |